# Kníničky (Drahanovice)
Kníničky – wieś, część gminy Drahanovice, położona w kraju ołomunieckim, w powiecie Ołomuniec, w Czechach.